# 国营建平县热水畜牧农场
国营建平县热水畜牧农场是位于中国辽宁省朝阳市建平县的一个国有农场，隶属于辽宁省人民政府农业农村厅农垦局，由中共建平县委、县政府直接领导。实行政企合一的管理体制。
农场东西长17公里，南北长6.8公里。总土地面积115平方公里，耕地6.2万亩，其中水浇地3万亩；林地9.1万亩，森林覆盖率50%；天然草场6.7万亩，人工草地1万亩。现有人口1.1万。东与黑水镇相邻，北与老官地镇接壤，西南隔老哈河与内蒙古自治区赤峰市元宝山区相望。所在区域以热水国营畜牧农场之名列为一个类似乡级单位。

## 行政区划
相关网站提及，农场下辖5个分场、1个社区，21个自然村（含1个蒙古族聚居村）、42个村民组。
国家统计局网站，热水国营畜牧农场下辖以下地区：
热水村（热水分场）、仓子村（仓子分场）、博古苏村（博古苏分场）、五十家子村（五十家子分场）和西岗村（西岗分场）。